# Princess Marie Velasco
Princess Marie Velasco (6 de agosto de 1985, Parañaque), es una cantante acústica filipina y exgerente de Marketing Institucional del Grupo de Belo médicos que se vinculó a Hayden Kho. Pronto, sus canciones se convirtieron en éxitos reelaborado, creando un culto por la música que se representaba en instrumentos que no estaban electrónicamente amplificados.
Los documentos Vicor esperaba en aprovechar la ola de nostalgia que va con "desconectado" por la liberación de la música Adicto a la acústica, una colección de 18 pistas de los actuales favoritos del género pop estadounidense remodelado para encajar el género acústico. En su portada amarilla del álbum el nombre de la artista aparece en el CD. Sólo cuando uno abre el paquete de CD es la voz detrás de las canciones revelado. La cantante es la Princess o Princesa, es conocida como la vocalista de up-and-coming, que está siendo preparado como la próxima voz acústica de su país denominada también como la "realeza".
Tras una inspección más cercana, se puede reconocer a la cantante que ha obtenido recientemente la atención pública para algo más que su música.
Princess Velasco estaba vinculada a Hayden Kho Jr. como una de las mujeres con quien tuvo una aventura amorosa y de quien supuestamente tomó videos. Ella se dice que ha sido la novia de un amigo de Rosario Kho, Herbert, con quien más adelante se enteró de la aventura. La pareja supuestamente le dijo al Dr. Vicki Belo sobre el asunto que había estado tomando Kho, los videos de sus encuentros sexuales con diferentes mujeres. Belo a continuación y presuntamente le preguntó a otro de los amigos de Kho, Eric Chua, para tener en su disco duro del ordenador que Kho desde su condominio, donde se guardaban los videos supuestamente controversiales.

## Discografía

### Álbum de Estudio
- Addicted To Acústico (2009, Vicor Music Corporation)
- Addicted To acústica 2 (2010, Vicor Music Corporation)

### Álbum de Navidad
- Addicted To acústica: Christmas Edition (2009, Vicor Music Corporation)

## Singles / Videos musicales
- Single Ladies (originalmente por Beyonce)
- I'm Yours (originalmente de Jason Mraz)
- Con Usted (original de Chris Brown)
- Ahora (originalmente de Akon)
- Bad Romance (originalmente por Lady Gaga)